# Драммонвіль
Драммонві́ль (фр. Drummondville) — місто у провінції Квебек (Канада), розташоване у адміністративному регіоні Центр Квебеку. Місто — на перехресті доріг, оскільки знаходиться приблизно посередині між чотирма з найважливіших міст провінції — Монреалем, Квебеком, Шербруком і Труа-Рів'єр.

## Назва
Місто названо на честь сера Гордона Драммонда (англ. Gordon Drummond), британського генерала часів Англо-американської війни 1812 року, правителя Верхньої Канади (1813—1815) і тимчасового правителя Британської Північної Америки (1815—1816).

## Туристичні цікавинки

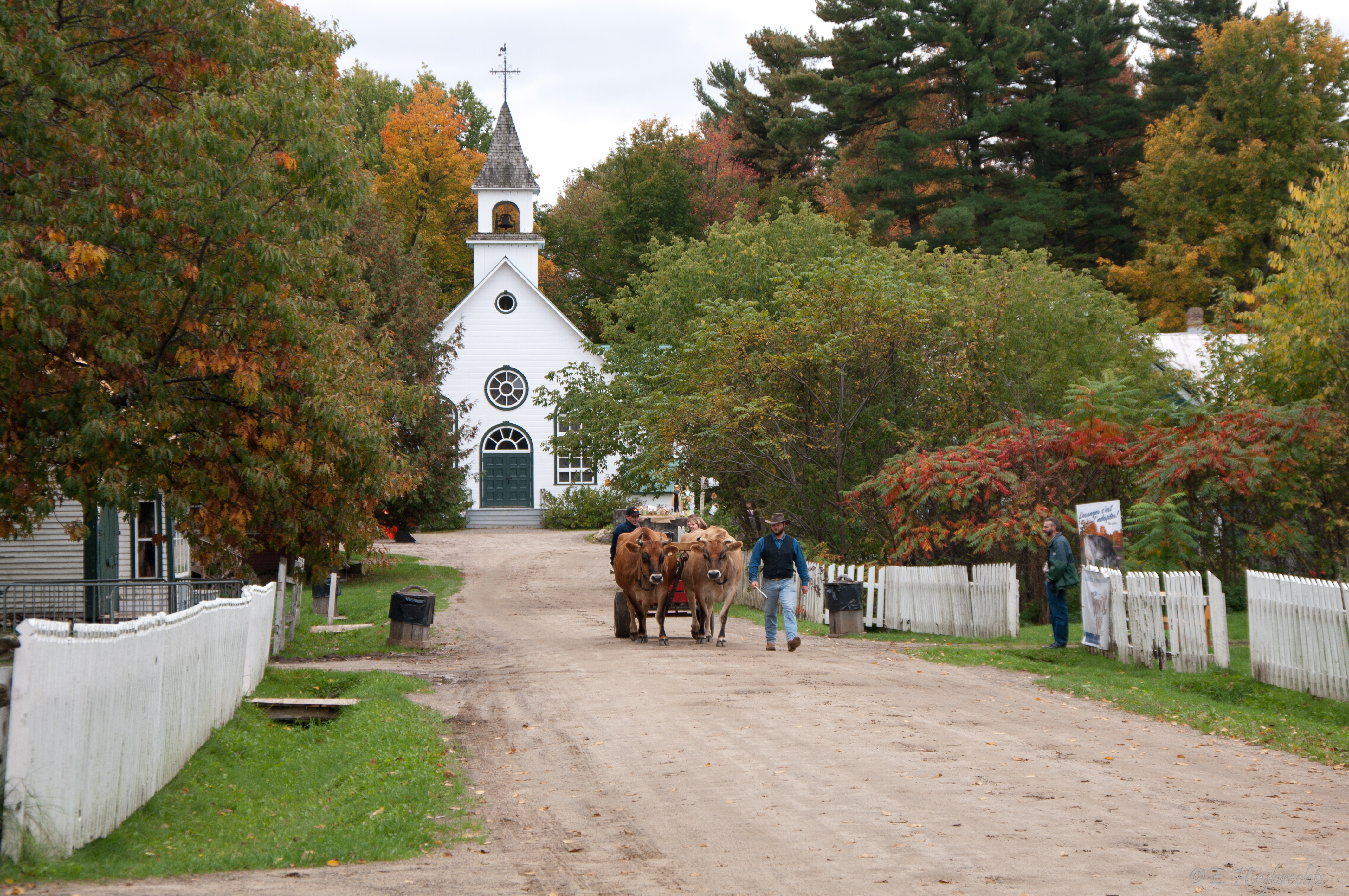
Скансен «Старовинне квебекське село»

У Драммонвілі проходить щорічний Всесвітній фестиваль культур, під час якого до міста з'їжджаються фольклорні ансамблі зі всього світу. Неодноразово там виступали і українці.
Також у місті є скансен «Старовинне квебекське село» (фр. Village Québécois d'antan) — свого рода культурний заповідник, що демонструє сільський побут минулого.